# Linked data
У рачунарству, linked data (често капитализују као Linked Data) описује метод објављивања структурираних података, тако да се може међусобно повезати и тако постају кориснији за кориснике. Он полази од стандардних Web технологија као што су HTTP, RDF и URI, али уместо да их користе да служе само за Web странице које служе читаоцима, она их проширује да се деле информације на начин који може да се аутоматски читају у рачунарима. Ово омогућава да подаци из различитих извора буду ти који су повезани. Linked Data је о коришћењу Web-a за повезивање релевантних података није додато да је анонимно повезан, или користећи Web да смањи препреке за повезивање података тренутно повезане користећи друге методе. Прецизније, Википедија дефинише Линкед дата као "термин који се користи да опише и препоручи најбољу праксу за излагање, дељење, а повезује делове података, информација и знања о семантичког веба помоћу URI и RDF. Будући да већина организација живи на њиховој унутрашњој знања која су интелигентно комбинују са веома специфична (и најчешће јавно доступан) знања (и података), они би имали користи од LOD само ако су покривени одређеним доменима. Често цитирао 'најбоља пракса' за LOD је то део скупа података који је доступан на Bio2RDF. Први корак би могао бити да се направи јасна разлику између деоница LOD облака који је отворен и који није. Скупови без дозволе треба експлицитно означити, јер су то они који су најпроблематичнији за комерцијалну употребу, не оне које нису отворене. Други напредак могао бити сачињен тако да су неки критеријуми квалитета јасно пропсани. Други напредак могао бити направљен тако што су неки критеријуми квалитета јасно видљива. Најважније је да се око одржавања и ауторству: Ко преузима одговорност за квалитет и поузданост података и ко је тачно одржавалац. 
Тим Бернерс-Ли, директор World Wide Web Consortium, направио је термин у дизајну уз напомену да се расправљају питања око пројекта семантичког веба.

## Принципи
Тим Бернерс-Ли је наведено четири принципа повезаних података у својим Design Issues: Linked Data напомена парафразирао овим редом: 
1. Користите URI за означавање ствари.
2. Користите HTTP URIs тако да се ове ствари могу бити упућени од стране људи и корисничких агената.
3. Пружа корисне информације о ствар када је његова URI се дереференцед, усклађивање стандарда као што су RDF,   SPARQL.
4. Укључи линкове на друге сродне ствари (користећи своје URI) након објављивања података на Интернету.

Tim Berners-Lee је одржао презентацију о повезаним подацима на конференцији TED 2009. На конференцији он је поновио принципе повезаних података као три "крајње једноставна" правила:
1. Све врсте концептуалних ствари, они имају имена која почињу словом сада HTTP.
2. Ја све важне информације враћам назад. Ја ћу се вратити на неке податке у стандардном формату који чини на неки начин корисне податке које неко можда желели да зна о тој ствари, о том догађају.
3. Ја ћу да се вратим на ту информацију која није добила само нечију висину и тежину и када су рођени, то је добио односа. А када има везе, кад год она изражава однос онда је друга ствар да се то односи на једно од тих имена која почиње са HTTP.

## Компоненте
- URI
- HTTP
- Resource Description Framework (RDF)
- Serialization формати (RDFa, RDF/XML, N3, Turtle, и остали)

## Linking open-data community project
Пример везе унутар повезивања отворених података у скупове података.
Пример везе унутар повезивања отворених података у скупове података
Циљ W3C семантичког Web просвете и пројекат повезивања Јавни подаци групе је да прошири Web са подацима добара, објављивањем разних отворених скупова и података као и RDF на Интернету и постављањем RDF везе између ставки података из различитих извора података широм света. У октобру 2007 године, скуп података се састојао од преко две милијарде RDF тројки, који су повезаној преко два милиона RDF линкова. До септембра 2011 године ово је порасло на 31 милијарди RDF тројки, повезаној око 504 милиона RDF линкова. Ту је интерактивна визуелизација повезаној података поставља за прегледање кроз замрачење.

## Пројекти Европске уније
Постоји велики број пројеката Европске уније који укључују повезане податке. Ово укључује повезане отворене податке око сат (LATC) пројекта. Пројектне PlantetData, и Linked Open Data 2 (LOD2) пројекат. Податак за повезивање је један од основних циљевиа ЕУ Open Data Portal-a, који чини доступним хиљаде сетова података за свако поновно коришћење и линкова. 

## Скупови података
- CKAN - регистар отворених података и садржаја пакета које пружа Open Knowledge Foundation.
- DBpedia - скуп података који садржи податке који се издвајају из Википедије; садржи око 3,4 милиона концепта и који се могу описати са око 1 милијардом тројки, укључујући и сажетака на 11 различитих језика.
- GeoNames - пружа RDF описе са више од 7,500,000 географских карактеристика које се налазе широм света.
- UMBEL - лагана референтна структура коју чини 20.000 предмета концепта наставе и њихових веза изведеним из OpenCyc, који су радили тако да им је циљ био да обавезују наставу на спољном података; такође има веза са 1,5 милиона именованих лица из DBpedia и YAGO.
- FOAF - скуп података који служи за опивање лица, њихових својстава и односа.
- Reegle - подаци повезани у један отворени базен који садржи само чисту енергију скупова свих података, извештаје политике, пројекат излазне документе и терминологију из reegle.
- Eagle-i - скуп података који служи за објављивање преко 60.000 кустос биомедицинских извора са SPARQL крајњих тачака.
- Ontobee - SPARQL - заснован је на повезивању онтологија сервера података и прегледача који је искоришћен за преко 100 онтологија које садрже више од два милиона онтологије услове.
- LOG.DISIT - Linked Open Graph, LOG, представља алат за вишеструко SPARQL седиштем повезан је са онтологијом претраживања и скупом онтологија за: Smart sity and mobility, smart could, ESCALP извођачким уметностима, итд... на то се још може додати веза са Europeana, dbPedia, Geonames, Vocabulary of Getty, итд...